# Philippe Auboyneau
Pour les articles homonymes, voir Auboyneau.
Philippe Marie Joseph Raymond Auboyneau (Constantinople, 9 novembre 1899 - Paris 16e, 22 février 1961) est un amiral des Forces navales française libres (FNFL). Il a commandé des unités navales dans le Pacifique et la Méditerranée au cours de la Seconde Guerre mondiale.

## Biographie

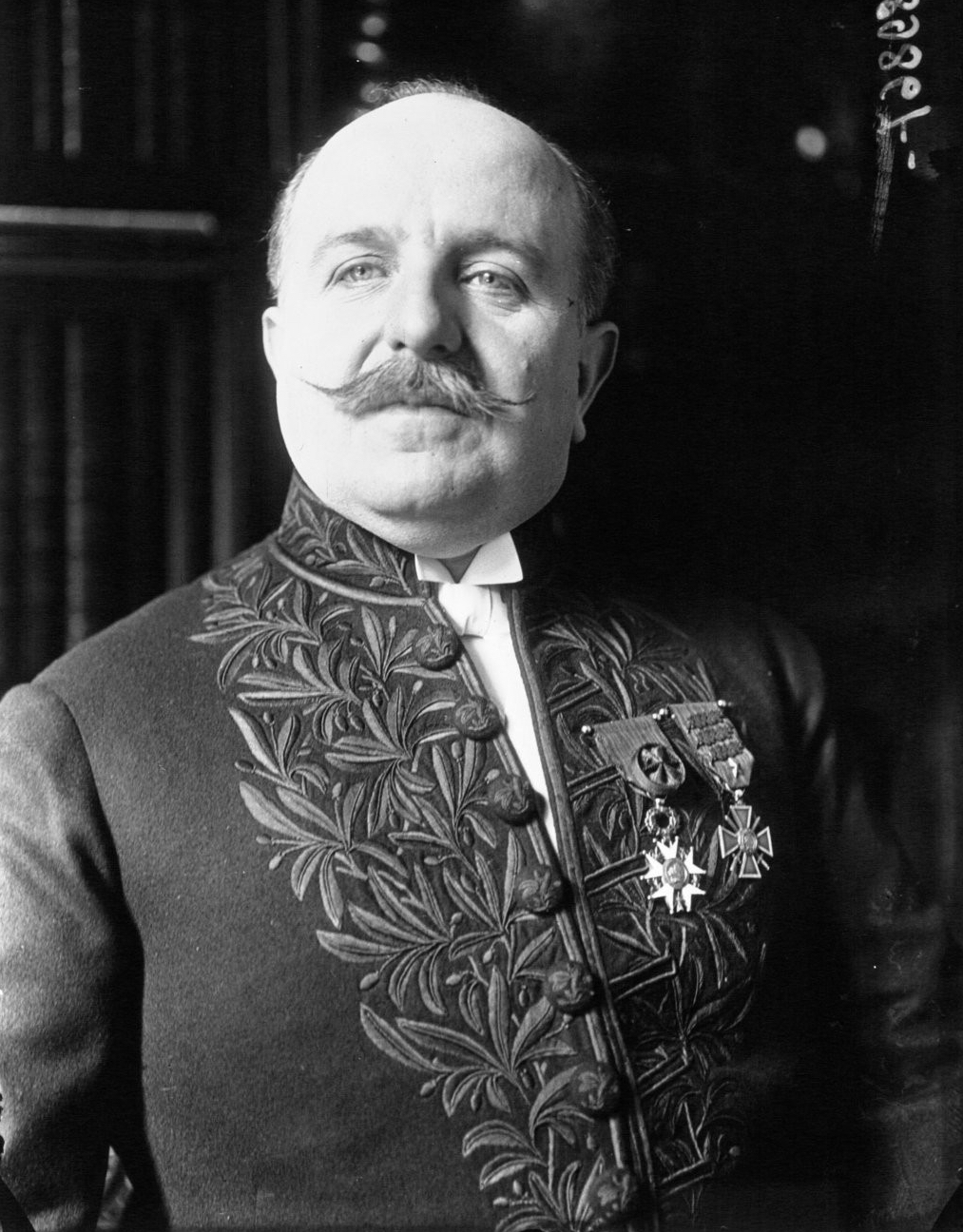
Robert de Flers, oncle maternel de Philippe Auboyneau

Né à Constantinople, il est le fils de Gaston Auboyneau, directeur de la Banque ottomane, et de Germaine de La Motte-Ango de Flers. Il est le neveu de l'académicien Robert de Flers.
Il entre à l'École navale en 1917, alors qu'il n'a que 17 ans. De mars à novembre 1918, il participe, comme enseigne de vaisseau, aux patrouilles en Manche à bord du torpilleur Typhon. Puis pendant dix ans, il sert au Moyen et Extrême-Orient, où il commande l'Alidade, un bâtiment hydrographe, puis la canonnière Doudart de Lagrée sur le Yangzi Jiang.
Après un séjour en France au ministère de la Marine, Philippe Auboyneau entre à l'École de guerre navale. Il en sort sous-chef d'État-major de la Flottille des torpilleurs de l'Atlantique. Capitaine de corvette, il est ensuite nommé sous-chef d'État-major des Forces navales d'Extrême-Orient à Saïgon où il se trouve au moment de la déclaration de guerre en 1939. Il est alors chargé de plusieurs missions de liaison auprès de l’Amirauté britannique.

### Forces navales françaises libres
Lors de l'armistice du 22 juin 1940, il est capitaine de frégate et officier de liaison à bord du cuirassé britannique Warspite. Il joue un rôle important dans les négociations délicates entre l'amiral Cunningham et l'amiral Godfroy. Il est le principal artisan du Gentlemen Agreement signé entre les deux amiraux qui règle la situation de l'escadre française d'Alexandrie. Cependant, refusant la défaite, Auboyneau rallie Londres et les Forces françaises libres le 20 juillet 1940.
Dans le Pacifique, il commande le contre-torpilleur Triomphant, qu'il a réarmé et dont la plupart des officiers ont rallié la France Libre. C'est le cas du futur vice-amiral Robert Girardon qui a rallié la France Libre dès le 30 juin 1940. Après plusieurs missions dans l'océan Atlantique, il est promu capitaine de vaisseau et est nommé au commandement des Forces navales françaises libres dans le Pacifique, toujours embarqué sur le Triomphant.
En application de l'article 1er de la loi du 23 juillet 1940, le gouvernement de Vichy décide la déchéance de la nationalité française de Philippe Auboyneau par décret du 4 octobre 1940 pour avoir quitté le territoire métropolitain sans autorisation,. En 1942, sa déchéance de nationalité est complétée par une séquestration de ses biens prononcée par le président du tribunal civil de la Seine par l'ordonnance du 3 juin 1942.
Au moment de l'entrée en guerre de l'empire du Japon, alors qu'il se trouve en Australie, il prend part à plusieurs opérations dans le Pacifique sud auprès de la flotte australienne. Il effectue notamment un raid à proximité immédiate des bases occupées par la marine japonaise, afin d'évacuer les garnisons des îles Nauru et Ocean Island.
Également commissaire national à la Marine, il inspecte alors les unités navales françaises en Afrique équatoriale, au Levant, à Djibouti et à Madagascar.
À l'issue des combats en Afrique du Nord, il est nommé chef d'état-major général adjoint de la Marine puis major général sous le Commandement en chef français civil et militaire dirigé par le général Giraud. Il est alors l'un des principaux artisans de la fusion entre les FNFL et la Marine d'Afrique du Nord.
Il quitte ensuite ces fonctions pour prendre le commandement de la 3e division de croiseurs, à la tête de laquelle il participe au débarquement de Provence en août 1944.
En 1945, devenu vice-amiral, il commande les Forces navales d'Extrême-Orient. À ce titre, il transporte et soutient les troupes du général Leclerc dans le Sud-Annam et dirige l'opération de débarquement au Tonkin.

### L'après-guerre
Membre du Conseil supérieur de la Défense nationale et membre du Conseil supérieur de la Marine, Philippe Auboyneau est nommé ensuite Inspecteur général des Forces maritimes et aéronavales. De 1952 à 1955, il commande, en Indochine, les Forces maritimes d'Extrême-Orient.
De 1955 à 1960, il est Commandant en chef des Forces maritimes françaises en Méditerranée (résidence à Alger). Il est un des acteurs du 13 mai 1958 qui aboutit au retour du général de Gaulle. L'amiral Auboyneau avait alors pour chauffeur le matelot Vincent Fusco qui lui évita un assassinat, en 1957, dans la rue Dupuch à Alger.
En 1960, il intègre le Conseil d’État comme conseiller d’État en service extraordinaire. La même année, le général de Gaulle, président de la République française, lui remet le cordon de grand-croix de la Légion d'honneur dans la cour des Invalides.
Membre du Conseil de l'ordre de la Légion d'honneur, l'amiral Philippe Auboyneau meurt à Paris, le 22 février 1961. Ses obsèques se déroulent en l'Église Saint-Louis-des-Invalides, présidées par le président de la République, le général de Gaulle. Il est inhumé au cimetière Bouilhet situé sur la commune de Marly-le-Roi (Yvelines).

## Distinctions et décorations
|  |  |  |  |
|  |  |  |  |
|  |  |  |  |
|  |  |  |  |
|  |  |  |  |

### Décorations françaises
- Grand-croix de la Légion d'honneur par décret du 8 novembre 1960
- Compagnon de la Libération par décret du 26 septembre 1945
- Croix de guerre 1939–1945 (3 citations)
- Croix de guerre des Théâtres d'opérations extérieurs, palme de bronze (1 citation)
- Croix de la Valeur militaire, palme de bronze (1 citation)
- Médaille de la Résistance française avec rosette
- Commandeur de l'ordre du Mérite maritime
- Médaille coloniale avec agrafe « Extrême-Orient »
- Médaille commémorative de la guerre 1914–1918
- Médaille commémorative de Syrie-Cilicie

### Décorations étrangères
Plusieurs décorations étrangères sont décernées à l'amiral Auboyneau:
- Commandeur en chef de la Légion du Mérite (États-Unis)
- Ordre du Bain (commandeur) (Royaume-Uni)
- Grand officier de l'ordre du Nichan Iftikhar
- Grand officier de l'ordre royal du Cambodge
- Grand officier de l'ordre du Million d'Éléphants et du Parasol blanc
- Commandeur de l'ordre de Léopold (Belgique)
- Croix de guerre (Belgique)
- Chevalier de l'ordre de la Couronne (Roumanie)
- Croix de guerre roumaine

### Sources et bibliographie
- Étienne Taillemite, Dictionnaire des marins français, Paris, Tallandier, coll. « Dictionnaires », octobre 2002, 537 p. [détail de l’édition] (ISBN 978-2847340082)
- Jean Meyer et Martine Acerra, Histoire de la marine française : des origines à nos jours, Rennes, Ouest-France, 1994, 427 p. [détail de l’édition] (ISBN 2-7373-1129-2, BNF 35734655)
- Michel Vergé-Franceschi (dir.), Dictionnaire d’Histoire maritime, Paris, éditions Robert Laffont, coll. « Bouquins », 2002, 1508 p. (ISBN 2-221-08751-8 et 2-221-09744-0).
- Alain Boulaire, La Marine française : De la Royale de Richelieu aux missions d'aujourd'hui, Quimper, éditions Palantines, 2011, 383 p. (ISBN 978-2-35678-056-0)
- Rémi Monaque, Une histoire de la marine de guerre française, Paris, éditions Perrin, 2016, 526 p. (ISBN 978-2-262-03715-4)